# Paradiso (roman)
Pour les articles homonymes, voir Paradiso (homonymie).
Paradiso est un roman poétique de José Lezama Lima publié en 1966.

## Résumé
A La Havane, un poète, José Cemí, cherche la vérité d'un monde exubérant. Sa mère lui a fixé pour destin de raconter l'histoire de sa famille.

## Réception
Dès sa parution, le roman - très attendu à cause de la réputation de poète et de critique de son auteur - fait scandale, tout en étant acclamé par les écrivains d'Amérique latine. Il est souvent comparé aux romans de Marcel Proust, Carlo Emilio Gadda ou William Faulkner.
Le roman a été traduit en français par Didier Coste en 1971 et réédité en 1999. Il est traduit en anglais et publié aux éditions The Dalkey Archive.
Une édition critique préparée par Cintio Vitier, écrivain et ami de l'auteur, est parue à Madrid en 1988, et à Buenos Aires en 1996.